# بیلی بنتون
بیلی بنتون (انگلیسی: Billy Benton؛ ۵ دسامبر ۱۸۹۵ – ۱۹۶۷ (۷۱−۷۲ سال)) بازیکن فوتبال اهل بریتانیا بود.
از باشگاه‌هایی که در آن بازی کرده‌است می‌توان به باشگاه فوتبال فلیتوود، باشگاه فوتبال روچدیل، باشگاه فوتبال والسال، و باشگاه فوتبال بلکپول اشاره کرد.